# Cratere Brooke
Brooke è un cratere sulla superficie di Venere. Il cratere è intitolato alla scrittrice inglese Frances Brooke.